# Opel Zafira
La Opel Zafira è una monovolume di segmento C, prodotta in tre serie a partire dal 1999 dalla Casa automobilistica tedesca Opel.

## Introduzione
Si tratta di una monovolume basata su pianale e meccanica della generazione dell'Opel Astra. La Zafira è stata voluta negli ultimi anni del secolo scorso per proporre un modello più compatto e pratico rispetto alla sfortunata e più grande Opel Sintra lanciata poco tempo prima, ma che già dimostrava di non poter essere competitiva con le grandi monovolumi dell'epoca.

Si scese quindi di un gradino, anche in maniera tale da affrontare un modello di successo come la Mégane Scénic. La prima generazione della Zafira, che sfruttava pianale e meccanica dell'Astra G, è stata lanciata nel 1999. Anche questo modello avrà un buon successo commerciale, tanto da proseguire con la sua carriera e dare vita ad altre due generazioni di Zafira. 
La terza serie viene chiamata Zafira Tourer.
Dal fine 2019 il nome Zafira viene attribuito alla versione per trasporto passeggeri del commerciale Opel Vivaro. La casa tedesca decise di non sostituire la Zafira C di terza generazione con un  nuovo modello ma di continuare ad utilizzare il nome sul minivan di origine PSA.

## Le serie della Zafira

### Zafira A
| Vista anteriore | Vista posteriore | Vista anteriore post-restyling | Vista posteriore post-restyling |
| --------------- | ---------------- | ------------------------------ | ------------------------------- |
|                 |                  |                                |                                 |

### Zafira B
| Vista anteriore | Vista posteriore | Vista anteriore post- restyling | Vista posteriore post-restyling |
| --------------- | ---------------- | ------------------------------- | ------------------------------- |
|                 |                  |                                 |                                 |

### Zafira Tourer (o Zafira C)
| Vista anteriore | Vista posteriore | Vista laterale | Vista anteriore post- restyling |
| --------------- | ---------------- | -------------- | ------------------------------- |
|                 |                  |                |                                 |

### Zafira Life
| Vista anteriore | Vista posteriore | Posto guida | Zona posteriore dell'abitacolo |
| --------------- | ---------------- | ----------- | ------------------------------ |
|                 |                  |             |                                |